# Euphoria (2001)
Euphoria ist ein Science-Fiction-Porno-Spielfilm von Wicked Pictures.

## Handlung
Der Film spielt im Jahr 2020, in dem sich alles um Konsum zu drehen scheint und diejenigen, die ihre Schulden nicht bezahlen können, sich freiwillig melden können, um sie abzuarbeiten. Sydnee Steele spielt die Rolle der Melina Taylor, einer jungen Frau, die ihre Schulden bezahlen möchte und Objekt der Testphase von „U-4“, einer Sex-Droge wird. Diese soll eine fortgeschrittene Version von Viagra darstellen, welche es den Nutzern erlauben soll, über ihre sexuellen Wünsche zu fantasieren.
Mike Horner spielt Baron Shakes, den Arzt, der die Droge entwickelt hat und testet, Ava Vincent die Vize-Präsidentin des Pharmaunternehmens, das Shakes führt.

## Auszeichnungen
- 2002: AVN Award: Best Video Feature
- 2002: XRCO Award: Best Film/Video
- 2003: XRCO Award: Best DVD of the Year
- 2003: AVN Award: Best DVD
- 2002: AVN Award: Best Actress Video (Sydnee Steele)
- 2002: AVN Award: Best Actor Video (Mike Horner)
- 2002: AVN Award: Best Director (Brad Armstrong)
- 2002: AVN Award: Best Screenplay (David Aaron Clark & Brad Armstrong)
- 2002: AVN Award: Best Special Effects (Dick Roundtree)
- 2002: AVN Award: Best Videography (Jack Jacobs & Perry Tratt)
- 2003: AVN Award: Best DVD Extras

## Wissenswertes
- Der Film zählt mit insgesamt 11 Auszeichnungen zu den erfolgreichsten Filmen der Pornogeschichte.
- Asia Carrera singt in einem Musikvideo.

## Anspielungen auf andere Filme
- Matrix
- Die totale Erinnerung – Total Recall